# Gianni Del Buono
Gianni Del Buono (Italia, 1 de octubre de 1943) es un atleta italiano retirado especializado en la prueba de 1500 m, en la que consiguió ser medallista de bronce europeo en pista cubierta en 1971.

## Carrera deportiva
En el Campeonato Europeo de Atletismo en Pista Cubierta de 1971 ganó la medalla de bronce en los 1500 metros, con un tiempo de 3:42.1 segundos, tras el polaco Henryk Szordykowski  (oro con 3:41.4 segundos) y el soviético Vladimir Panteley.